# Dael Fry
Dael Jonathan Fry (Middlesbrough, 30 augustus 1997) is een Engels voetballer die doorgaans speelt als centrale verdediger. In augustus 2015 debuteerde hij voor Middlesbrough.

## Clubcarrière
Fry kwam in 2006 in de jeugdopleiding van Middlesbrough terecht. Zijn debuut in het eerste elftal maakte hij op 9 augustus 2015, toen met 0–0 gelijkgespeeld werd tegen Preston North End. Van coach Aitor Karanka mocht hij in de basis beginnen en hij speelde negentig minuten mee. Aan het begin van het seizoen 2016/17 tekende Fry een nieuwe verbintenis bij Middlesbrough tot medio 2021. Hierop werd hij direct voor een halfjaar verhuurd aan Rotherham United. Bij Rotherham speelde Fry tien wedstrijden, voor hij terugkeerde bij Middlesbrough. Zijn eerste doelpunt maakte de verdediger in het seizoen 2020/21, op 23 februari 2021. Thuis tegen Bristol City scoorde hij nadat Famara Diédhiou (tweemaal) en Nahki Wells gescoord hadden voor die club. Hij besliste de eindstand daarmee op 1–3.

## Clubstatistieken
| Seizoen | Club               | Competitie     | Competitie | Competitie | Beker | Beker | Internationaal | Internationaal | Totaal | Totaal |
| Seizoen | Club               | Competitie     | Wed.       | Dlp.       | Wed.  | Dlp.  | Wed.           | Dlp.           | Wed.   | Dlp.   |
| ------- | ------------------ | -------------- | ---------- | ---------- | ----- | ----- | -------------- | -------------- | ------ | ------ |
| 2015/16 | Middlesbrough      | Championship   | 7          | 0          | 1     | 0     | —              | —              | 8      | 0      |
| 2016/17 | → Rotherham United | Championship   | 10         | 0          | 0     | 0     | —              | —              | 10     | 0      |
| 2016/17 | Middlesbrough      | Premier League | 0          | 0          | 2     | 0     | —              | —              | 2      | 0      |
| 2017/18 | Middlesbrough      | Championship   | 14         | 0          | 4     | 0     | —              | —              | 18     | 0      |
| 2018/19 | Middlesbrough      | Championship   | 34         | 0          | 5     | 0     | —              | —              | 39     | 0      |
| 2019/20 | Middlesbrough      | Championship   | 36         | 0          | 2     | 0     | —              | —              | 38     | 0      |
| 2020/21 | Middlesbrough      | Championship   | 32         | 1          | 2     | 0     | —              | —              | 34     | 1      |
| 2021/22 | Middlesbrough      | Championship   | 33         | 1          | 3     | 0     | —              | —              | 36     | 1      |
| 2022/23 | Middlesbrough      | Championship   | 30         | 0          | 2     | 0     | —              | —              | 32     | 0      |
| 2023/24 | Middlesbrough      | Championship   | 28         | 0          | 7     | 0     | —              | —              | 35     | 0      |
| 2024/25 | Middlesbrough      | Championship   | 3          | 0          | 1     | 0     | —              | —              | 4      | 0      |
| Totaal  | Totaal             | Totaal         | 227        | 2          | 29    | 0     | 0              | 0              | 256    | 0      |

Bijgewerkt op 11 december 2024.